# Paul Zoll (Komponist)

Paul Zoll

Paul Zoll (* 27. November 1907 in Eifa (heute: Ortsteil von Alsfeld); † 27. Dezember 1978 in Wiesbaden) war ein deutscher Komponist, Pianist und Musikpädagoge.

## Leben
Paul Zoll stammt aus einer Lehrerfamilie, in der die Musik traditionell eine wichtige Rolle spielte. Mit 4 Jahren bekam er den ersten Klavierunterricht, und mit 12 Jahren begleitete er zum ersten Mal öffentlich Kunstlieder. Ab dem Alter von 15 Jahren sammelte er Praxis als Chorleiter, zunächst als Stellvertreter des Vaters. Auf der Oberrealschule, wo er wegen seiner  musikalischen Talente geschätzt wurde, zeigte sich schon seine kompositorische Begabung.
Nach dem Abitur setzte Paul Zoll seine Ausbildung in Gießen fort, wo er Musik, Germanistik, Englisch und Erdkunde studierte. Die musikalische Staatsprüfung legte er bei Arnold Mendelssohn und Friedrich Noack ab. Nach dem Staatsexamen 1931 fand er seine erste Arbeitsstelle als Schulmusiker an der deutschen Schule in Athen. Zum 1. Mai 1933 trat er der NSDAP bei. Nach seiner Rückkehr 1934 unterrichtete er an der Ludwigsschule in Darmstadt, und 1939 übertrug man ihm Aufbau und Leitung der Städtischen Jugendmusikschule, die unter ihm einen außerordentlichen Aufschwung erlebte. Als die Bomben des Zweiten Weltkrieges seine Wirkungsstätte und auch seine Wohnung zerstörten, fand diese Tätigkeit ein Ende.
Dank seiner pianistischen Ausbildung, die durch seine Freundschaft und fast zehnjährige Zusammenarbeit mit Max von Pauer ihren letzten Schliff bekam, war es Paul Zoll möglich, im Nachkriegschaos als freier Künstler weiter musikalisch tätig zu sein. Durch seine  Konzerttätigkeit als Kammermusikpartner des  Dresdner Streichquartetts und als Liedbegleiter der Sänger Heinrich Schlusnus, Lore Fischer, Ria Ginster, Gertrud Pitzinger wurde er bekannt.
Von 1949 an war Paul Zoll als Musikpädagoge, Komponist, Pianist und Chordirigent in Frankfurt am Main tätig und ansässig. Als Lehrer am Goethe-Gymnasium in Frankfurt baute er dort den musischen Zweig auf. Mit dem Neeber-Schuler-Chor konzertierte er im In- und Ausland. 1969 wurde Paul Zoll aus gesundheitlichen Gründen pensioniert und er verlegte seinen Wohnsitz nach Ehlhalten im Taunus.
In der Zwischenzeit hatte er sich auch als Komponist einen Namen gemacht. Zoll verstand es, anspruchsvoll zu schreiben, ohne die Bedingungen der menschlichen Stimme aus dem Auge zu verlieren. Dadurch hat sich sein Chorwerk  durchgesetzt, so dass seine Kompositionen und Bearbeitungen in Österreich, der Schweiz, Italien, Holland, Schweden, England, Spanien, Nord- und Südamerika, Kanada, SW-Afrika und Japan aufgeführt wurden.
Seine letzten Lebensjahre waren überschattet von einer schweren Krankheit (Morbus Parkinson). Er verstarb 1978 an einer Lungenentzündung und wurde im Familiengrab in Altenburg bei Alsfeld beigesetzt. Die Soziologen Ralf Zoll und Rainer Zoll sind seine Söhne.

## Stil
In einer Zeit, in der die meisten Komponisten mit neuen Kompositionstechniken und Stilmitteln (wie z. B. Zwölftontechnik oder serielle Technik) experimentierten, bevorzugte Paul Zoll einen Kompositionsstil mit sparsamer Verwendung von Dissonanzen, den man eher in der Spätromantik (Ähnlichkeit zu Modest Mussorgskis Bilder einer Ausstellung – Das alte Schloss) oder im Übergang zur Frühmoderne ansiedeln würde. Der Stil erinnert an die Frühwerke moderner Komponisten oder wenn sie «im alten Stil» oder im romantischen Stil (Volksliedbearbeitungen) komponierten. Die moderne Komponente seiner Musik sind die gelegentlichen unerwarteten harmonischen Wendungen. Zolls Instrumentalwerke hatten relativ kleine Besetzungen. Gemäß seinem eigenen Charakter, dem alles Laute, Marktschreierische und Modernistische fern lag, war Expressionismus und das Schwelgen in Dissonanzen nicht sein Ziel. Er interessierte sich für folkloristische Melodien und Harmonien und verstand es, mit Hilfe von Kirchentonarten seinen Kompositionen eine besondere Färbung zu verleihen.

## Werke
Paul Zoll komponierte hauptsächlich weltliche Chorsätze verschiedener Besetzung, darunter viele Bearbeitungen von Volksliedern aus den meisten europäischen Ländern, sowie Nord-, Mittel- und Südamerika, des Weiteren Lieder für Singstimme und Klavier, Orchesterwerke in kleiner Besetzung und Kammermusik.

### Requiem
Sein größtes Werk, das Requiem, komponierte Paul Zoll gegen Ende seines Lebens. Es nimmt in der Reihe der Requiem-Vertonungen eine interessante Stellung ein. Ähnlich wie Johannes Brahms wählte Paul Zoll deutsche Texte für die Sätze seines Requiems, jedoch keine Bibeltexte, sondern Auszüge aus der von den Schrecken des Krieges geprägten Erzählung Totenmesse, die der Schriftsteller Ernst Wiechert 1947 veröffentlicht hatte. Paul Zoll verzichtet auf einen Eingangssatz, in dem für die ewige Ruhe der Toten gebeten wird, sondern lässt sein Requiem, in Verwandtschaft zum dies irae des lateinischen Requiem-Textes, mit einer Apokalypse beginnen, deren dramatische Szenen von schlichten, gebetsartigen Kyrie eleison-Rufen unterbrochen werden. Die Texte der Folgesätze sind geprägt vom allgegenwärtigen Tod und lassen erahnen, dass Paul Zoll beim Komponieren von eigener Todeserwartung betroffen war. Er lässt in ihnen eine düstere Stimmung dominieren. Durch die Verwendung von kirchentonartlichen Melodiebildungen (in Anlehnung an die Verwendung des gregorianischen Chorals in alten Requiem-Vertonungen) und homophoner Satztechnik mit sporadischem Einsatz von Imitatorik schuf er eine archaisierende Einfachheit und Schlichtheit, die sich nach den Ausflügen der Spätromantiker ins Prächtige wieder auf das eigentliche Wesen des Todes zurückbesann. Eine spätromantisch große Orchesterbesetzung erschien ihm dafür unpassend, er besetzte die Holzbläser nur einfach, die Blechbläser im Verhältnis dazu etwas stärker (3 Hörner, 3 Trompeten, 2 Posaunen, 1 Tuba), dazu Streicher und Pauken. Seine Instrumentierung (und Satztechnik) erreicht eine Transparenz, durch die die Blechbläsereinlagen besonders klar und schön zur Geltung kommen. Ungewöhnlich, aber passend zum Text, ist die Einbeziehung eines Kinderchores zusätzlich zum gemischten Chor. Auch die Gesangssolisten (1 Mezzosopran und 1 Tenor) übernehmen ausschließlich Rollen aus dem Text.
Die Drucklegung erfolgte beim Notenverlag W.Müller (Heidelberg). Die Uraufführung fand 1977 statt.
Inspiriert von Paul Zolls Requiem gaben Hilger Schallehn und Norbert Studnitzki 1987 beim Schott-Verlag ein Requiem heraus, das ebenfalls auf dem Text von Ernst Wiechert basierte. Sie übernahmen den Eingangssatz von Paul Zoll sowie einige Motive aus den Folgesätzen, die sie dann nach eigenem Gusto durchkomponierten und mit einer erweiterten Instrumentierung versahen. Dieses Vorgehen wirft ethische Fragen auf. Trotz Verwandtschaft im Fundament, weicht das Ergebnis deutlich vom Stil Paul Zolls und von seinen kompositorischen Absichten ab – es sollte also nicht mit dem Original verwechselt werden.

### Weitere Werke (Auswahl)
- Deutsch-böhmische Orchestersuite –  für Flöte, Klavier, Trompete und Streicher
- Rameau-Suite –  für Flöte, Oboe, Streicher und Continuo
- Der Main –  Kantate für gemischten Chor, Bassbariton und Orchester
- Spanisches Liederspiel –  Zyklus in 5 Sätzen für gemischten Chor, Klavier und Schlaginstrumente
- Bei den Klängen des Fandango –  Spanisches Tanzliederspiel für Männerchor, Klavier und Schlaginstrumente
- Iberisches Liederspiel –  für Frauenchor, Klavier und Schlaginstrumente
- Ode an die Musik –  für gem. Introduktion „Nun hebet an“, 4 Solostimmen und Orchester
- Nordisches Volksliederspiel – 6 Sätze für Männerchor, Soli, Orchester (Klavier)
- Mond über dem Zigeunerwagen – 10 serbische Zigeunerlieder für gemischten Chor, Bariton und Klavier
- Neopolitanisches Chorliederbuch – 9 Sätze für gemischten Chor und Klavier
- Griechische Volkslieder –  Zyklus in 4 Sätzen für gemischten Chor und Klavier
- Klinge mein Pandero –  Zyklus in 5 Sätzen für Männerchor, Frauenchor und Klavier
- Herr der Welten – Herr der Menschen – Kantate für Männerchor, Oberchor, Alt- und Bariton-Solo, Bläser, Pauken und Orgel (Str. ad lib.)
- Vater unser –  (nach einem Text von F. Grillparzer) für Männerchor und Knabenchor, Bassbariton, Bläser, Pauken, Orgel (und Str. ad lib.)
- Nachtmusik –  „Die Bäume duften und schwiegen“ (M. Hausmann) für 2 gemischte Chöre a cappella
- Stimmen in der Nacht –  „Eine Stimme singt in der Nacht“ (H. Hesse) für 3 gemischte Chöre a cappella
- Morgenstern der Liebe – 3 Sätze für gemischten Chor
- Alles ist Sang –  Suite in 5 Sätzen für gemischten Chor a cappella
- Drei Chordialoge – (16. Jh.) für gemischten Chor
- Mensch und Leben – 4-stimmiger Chorzyklus in 5 Sätzen
- An den Mond –  Divertimento in 6 Sätzen für gemischten Chor, Männerchor und Frauenchor a cappella (M.Barthel)
- Zwei Volksliedkantaten –  für Männerchor, Sopran, Streicher ad lib.
- Lobt den Herrn, ihr Wesen alle –  Hymnus für gemischten Chor und Bläser
- Die Kantate vom lieben Publikum –  für Vorsänger (Bariton), 2 gemischte Chöre und Streicher
- Bange Liebe – 4 Sätze für Männerchor und Frauenchor
- Glück des Sommers – 6 Sätze für gemischten Chor
- Zwischen Seen und dunklen Wäldern – 5 Sätze über ostpreussische Volkslieder
- Ewige Wiederkehr –  Kalenderzyklus in 12 Sätzen für Männerchor a cappella (W. Meckauer)
- Der junge Hexe Lied –  für Frauen- oder Kinderchor (O. J. Bierbaum)
- Küstenlied –  (nach einer schottischen Volksweise) für Frauen- oder Kinderchor
- Windfreude –  für Frauen- oder Kinderchor (P. Dehmel)
- Der Sperling –  „Heute sing ich euch“ (katalanisches Volkslied) für Frauen- oder Kinderchor